# Oton (wieś)
Oton – wieś w Chorwacji, w żupanii szybenicko-knińskiej, w gminie Ervenik. W 2011 roku liczyła 164 mieszkańców.